# Hacienda San Antonio de Petrel

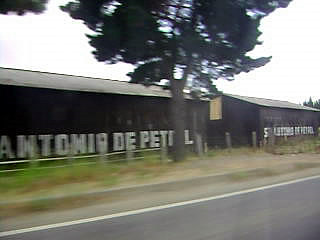
Barracas de la antigua hacienda San Antonio de Petrel.

La Hacienda San Antonio de Petrel fue una hacienda chilena, ubicada entre las localidades de Topocalma y Nilahue, en la actual comuna de Pichilemu, Región de O'Higgins.
Fue creada en 1611 por Bartolomé de Rojas y Puebla, dueño de los terrenos, quien posteriormente comenzó a comprar las tierras circundantes. La principal actividad económica de San Antonio de Petrel durante esa época fue la ganadería.
En los años siguientes, los ingresos de San Antonio de Petrel se generaron por la producción de cuero, charqui, suelas, sebo y textiles.
San Antonio de Petrel se emplaza 18 kilómetros (11 mi) al este de la ciudad de Pichilemu. Su actual propietario es el empresario y expolítico Francisco Javier Errázuriz Talavera.